# Нюккельмо, Грете Ингеборг
Грете Ингеборг Нюккельмо (норв. Grete Ingeborg Nykkelmo; род. 25 декабря 1961 года, Тронхейм) — норвежская лыжница и биатлонистка, чемпионка мира по лыжным гонкам и биатлону.
Грете Ингеборг Нюккельмо начала свою карьеру в лыжных гонках. Звёздным для неё стал чемпионат мира по лыжным видам спорта 1985 года в австрийском Зефельде, где она выиграла медали во всех дисциплинах, став чемпионкой мира на дистанции 20 км, получив серебро в эстафете и две бронзы в гонках на 5 и 10 км.
В сезоне 1984/85 Грете Ингеборг Нюккельмо заняла 2 место в Кубке мира по лыжным гонкам.
С 1990 года Нюккельмо стала заниматься биатлоном. Самым успешным в биатлоне стал для неё чемпионат мира по биатлону 1991 года в финском Лахти, где она стала чемпионкой мира на дистанции 7,5 км и выиграла две серебряные медали в эстафете и в индивидуальной гонке на 15 км.
В 1992 году она принимала участие в зимних Олимпийских играх в Альбервиле, где её лучшим результатом стало 18-е место на дистанции 15 км.
С 1999 по 2003 год Грете Ингеборг Нюккельмо возглавляла Олимпийский комитет Норвегии.
Замужем за известным норвежским лыжником Вегардом Ульвангом.